# Eupithecia pekingiana
Eupithecia pekingiana är en fjärilsart som beskrevs av András Vojnits 1973. Eupithecia pekingiana ingår i släktet Eupithecia och familjen mätare. Inga underarter finns listade i Catalogue of Life.